# ブルト・カヤ
ブルト・カヤ（Bulut Qaya、? - 1265年）は、モンゴル帝国に仕えたウイグル人官僚の一人。『元史』などの漢文史料では布魯海牙(bùlŭhǎiyá)、もしくは孛魯海牙(bólŭhǎiyá)と記される。

## 概要
ブルト・カヤの家系は元来天山ウイグル王国に仕える貴族であり、祖父のヤル・カヤと父のタイジ・カヤも首都ビシュバリクに居住して天山ウイグル王国に仕えていた。ブルト・カヤは何らかの事情で幼くして両親を亡くし、母方の叔父に育てられて国書（ウイグル文字）を学び、また騎射にも精通するようになった。この頃に国王バルチュク・アルト・テギンがモンゴル帝国に服属することを決めると、ブルト・カヤは18歳にしてモンゴル帝国君主チンギス・カンに仕えそのケシク（親衛隊）に入ることになった。ブルト・カヤはモンゴルのホラズム・シャー朝征服においては労苦を厭わず任務に精励したため、チンギス・カンよりその功績を賞して羊・馬・ゲル（氊帳）を与えられ、更に西遼皇帝（グル・カン）の家系に連なる石抹氏（後の魏国夫人）を妻として与えられた。
チンギス・カンが死去した後、次のカアンと今後の方針を決定するため諸王がクリルタイを行う間、ブルト・カヤは燕京に派遣されて耶律楚材による河北漢民の税賦調査を手伝った。その後、その名声を聞きつけたチンギス・カンの末子のトルイの妻ソルコクタニ・ベキがブルト・カヤを召し抱え、トルイ家の投下領たる真定路のダルガチに任じた。これ以後、ブルト・カヤの一族はトルイ家との関係を深めるようになり、後にブルト・カヤの子の廉希憲がトルイの次男のクビライの下で栄達していく遠因となった。
1231年（辛卯／太宗3年）、ブルト・カヤは燕南諸路廉訪使に任じられ、次いでジャルグチ（断事官）ともされた。この頃、ダルガチの中にはモンゴル帝国の権威を笠に着て横暴な振る舞いをする者も多かったが、ブルト・カヤは細やかな心配りで以て職務に当たり、みだりに刑罰を用いるのを慎んだという。
また、この頃の河北では「軍籍」とされた者が賦役を嫌って代理の者を募集することや、軍から逃亡する者が多く見られることが問題視されており、ブルト・カヤはモンゴル人のブジルとともに順天路などで軍籍の調査を行うことになった。調査の結果代理を募集した者1万1千戸・逃亡者12名を検挙したが、ブルト・カヤは彼等の境遇を憐れんでその罪を軽減するよう働きかけた。一方、裕福な家の者が役所に行くことなく軍役から逃れようとする事例を発見した時は、後世の戒めとすべく死刑としたという。
1260年にクビライが即位すると、ブルト・カヤはソルコクタニ以来の縁から劉粛とともに真定路宣撫司に抜擢された。ブルト・カヤはクビライの命によって中統鈔発行の準備をしたが、かつてソルコクタニがオルトクに多額の投資をしたことやモンケ即位に当たっての政事工作に多額の資金を使っていたため、資本が足りなくなる事態に陥った。また、1261年（中統2年）には同じ宣撫使のサイイド・アジャッル、姚枢らとともに大司農の初代役人にも選ばれ、また同時に御史大夫の肩書きも与えられている。
その後順徳路宣慰使に移った後、1265年に69歳にして亡くなった。息子には廉希閔・廉希憲・廉希恕・廉希愿・廉希尹・廉希顔・廉希魯・廉希貢・廉希中・廉希括らがおり、孫は53人もいた。息子達の中で最も活躍したのは廉希憲（ウイグル名はヒンドゥ）で、『元史』ではブルト・カヤとは別に巻126列伝13に立伝されている。

## 人物
前述したように、ブルト・カヤは当時の河北の人々から慎重な勤務ぶりや、公平な司法態度、また孝友を重んじたことで知られていた。モンゴル帝国に仕えて立身出世した後、燕京に邸宅を構えるとウイグル本国から母親を迎え、また幼い頃のブルト・カヤを騙して財産を奪った叔父までも自らの邸宅の近くに住まうことを許したという。ブルト・カヤの家系は息子の世代から「廉」姓を名のるようになるが、これはブルト・カヤが廉訪使に任じられた時に偶然同時期に息子の廉希憲が生まれ、これを祝して「廉訪使」に由来する「廉」姓を名のるようになったという逸話が伝えられている。